# Romániai magyar könnyűzene
Romániai magyar könnyűzene a két világháború közt és a második világháború után.

## 1920-30-as évek
A két világháború között romániai magyar könnyűzene csak annyiban létezett, amennyiben akadtak helyi magyar szerzők, akik magyar szövegű könnyűzenéjükben világdivatokat követő táncdalokat, sanzonokat, kuplékat is szereztek.
Kramer Ödön már az 1920-as évek elején Nagyváradon és Temesvárt jelentette meg maga (Ablakom-ablakom, Búcsúzni jöttem) és Kálmán Andor (Dér sír már a fákon) Bárdos László szövegére szerzett műdalait. A Román Zeneszerzők Társaságának 1939-ben kibocsátott tagnévsora szerint Békefi Pál, Győri Emil (álnevei: Traian Cornea, Henry E. Clerck, André Duroi, Pueblo del Cazartas, Máthé Elek, Joó Péter), Kálmán Andor (álnevei: Nicu Romoşan, Pablo Valez, Bástya Árpád), Komlós Elemér, Nagy Ede, Szegő Nándor volt szerzőként nyilvántartva. Tudunk Adonyi B. Vilmos, Erdős Mátyás, Goldner Ernő, Glausiuss Tibor, Körber Antal, Mezey Zsigmond, Hans Mokka, Müller Jenő, Schreiber Alajos, Várady Aladár, Vécsey Sándor szerzeményeiről.

## A II. világháború után
A könnyűzene Erdélyben 1944 után is még jó ideig csak szövegében volt valamelyest magyar. Az első romániai magyar könnyűzene-lemezeken Serbán Marika, Éltes Zoltán, a Kozák nővérek és mások román számokat énekeltek magyar fordításban az eredeti "negatívok"-ra (értsd: külön fölvett zenekari kíséretre), vagy magyarországi slágereket. 1960 táján Fogarasi György, Tóth Erzsébet, Szabó Edit, Zeitz Gaby, Mátyás Éva lépett nyomukba. Az első hazai magyar sláger az 1950-es évek derekán keletkezett, de országszerte csak az 1970-es években ismertté vált dal, A Dónát úton nyílnak már az orgonák, ennek szövegét Imrédy Géza színművész, zenéjét Claude Romano (vagyis George Sbârcea) írta, Horváth László operaénekes mutatta be, s Tamás Gábor tette ismertté.
Az 1960-as években merült föl olyan könnyűzene igénye, amely – elsődleges szórakoztató jellegének föladása nélkül – szerzői és előadói egyéniségek műve és nemzetiségi közművelődésünk, művészetünk része. Sokasodnak a magyar táncdalok. Aktivizálódott néhány idősebb szerző: Marosvásárhelyen Adorjáni Ernő, Székelyudvarhelyen Kaizler László, Csíkszeredában Gáll Árpád, Bukarestben Winkler Albert, a teljes képzettségű komolyzeneszerző karolta föl a műfajt. Kisfalussy Bálint szatmári színész a könnyűzene terén is sikersorozatot aratott: több egyéni lemezt készített, vígjátékokhoz komponált betéteket, így Karácsony Benő A rút kis kacsa c. darabjához.
A könnyűzene keretén belül a kommersznek is nevezett hagyományos irányzat mellett föltűnt a beat (legnépszerűbb együtteseink ekkor a szatmári Mikron, a marosvásárhelyi Dentes és a nagyváradi Metropol, amely utóbb Virányi Attila vezetésével az ország első hard rock együttesei közé küzdötte föl magát, négy hanglemezét forgalmazták), valamint a folk. Ez utóbbi irányzat olykor irodalmi igényű szövegekkel, a népzenei hangvétel felé tájékozódva tűnik ki, sikeres művelői a Szentgyörgyi István Színművészeti Főiskola diákjaiból alakult Thalia Folk Group, a Józsa Erika-Horváth Károly kettős, a Deák Endre vezette Búgócsiga, a régi magyar népzenéből ihletődő Babrik József.
A romániai magyar könnyűzene első intézményes fölkarolói a román rádió kolozsvári, ill. marosvásárhelyi stúdiói, jelesen Porzsolt Viktor és Borbély Zoltán szerkesztők. Kibontakozásának új szakasza kezdődött 1969-ben, amikor a Román Televízió magyar szerkesztősége meghatározó szerepet vállalt a sajátosan romániai magyar könnyűzene kialakításában és forgalmazásában. Műsorain kevés az átvétel vagy fordítás, a zöm eredeti alkotás. Magas műszaki színvonalú fölvételeiket a hanglemezgyár is át-átvette. Boros Zoltán szerkesztő – maga is elismert zeneszerző – sikerrel egyeztette az esztétikai értékrend és a társadalmi elvárás ez esetben kiváltképpen különböző szempontjait, s nyilvánosságot biztosított a kommersz könnyűzene, az irodalmi értékű költeményt hordozó sanzon, a dzsessz, a rock és a folk körébe vágó művek, ill. előadói teljesítmények javának.

### 1970-es évek
1970-ben saját nyilvános fórumhoz jutott a romániai magyar könnyűzene a televízióval közösen szervezett Siculus fesztiválokon; ezt négyszer tartották meg a stílusbeli nyitottság jegyében. Mellette a rétyi Tavirózsa kiváltképpen táncdalfesztivál. Az 1970-es évek derekán a táncdalénekesek közül Tamás Gábor, Bokor Ildikó, Németh Tibor a legnépszerűbb, föltűnik Győry Klára és Kiss Éva, akik románul is énekelnek, továbbá Papp Gagyi Réka, Bányász István, Kodolányi János, a Breuer testvérek, Szabó Papp Melinda, a Folk Group 5-ből kivált Nagy Mária. Második beat-hullámként jelentkezett a nagyváradi Magneton (vezetője Borz Viktor), a zilahi Brevis (Bani Jenő), a marosvásárhelyi Codex (Elekes Csaba), a kolozsvári Acustic (Farkas József), a jászvásári Ethos (Fojka László), az igényes szövegekre szerzett country-rockot játszó temesvári Garabonciás (Csutak István), az irodalmi értékeket ugyancsak szívesen terjesztő csíkszeredai Vox T (Székely György), valamint a legújabb irányzatot képviselő marosvásárhelyi Fortuna (Szép Attila).
A folkban egyéni hangot ütött meg a szatirikus-humoros songokat szerző és előadó Márkus János. Tágabb stíluskörben kísérletezett – immár a Táltos tagjaként – Józsa Erika és Horváth Károly, míg a Vox Humana, illetve a Napraforgó élén Elekes Emőke, country-énekesként a Metropolból kivált Trifán László nyújtott jelentős teljesítményeket. Folkról táncházzenére váltott át a Harmat. Kerestély Zsolt választékos stílusú és hangszerelésű szerzeményeiből Józsa Erika fordított magyarra egy hanglemeznyit.
Színvonalasabb szövegeket írt a könnyűzene számára Dehel Gábor, Józsa Erika, Kapui Ágota, Kinde Annamária, Kovács Katalin, Kozma Györgyi, Veress Gerzson. Számos szépirodalmi értékű művet zenésített meg Boros Zoltán, Csíky Csaba, Csutak István, Dancs Árpád, Fojka László, Elekes Csaba és Emőke, Manyák Erik, Sárosi Endre, Székely György. Így jutottak el új és könnyű zenei formában a közönséghez Petőfi, Tóth Árpád, Kosztolányi Dezső, Reményik Sándor, Dsida Jenő, Tabéry László, Radnóti Miklós, József Attila, Szabó Lőrinc, Áprily Lajos, Nagy László, Weöres Sándor, Szemlér Ferenc, Horváth Imre, Majtényi Erik, Létay Lajos, Márki Zoltán, Kányádi Sándor, Hervay Gizella, Szilágyi Domokos, Páskándi Géza, Lászlóffy Aladár, Farkas Árpád, Szőcs Kálmán, Palocsay Zsigmond, Király László, Ferenczes István, Balla Zsófia, Kenéz Ferenc versei, mellettük Mihai Eminescu-, George Bacovia-, Ion Minulescu-, Maria Banuş- és Brad-fordítások is.
Több szerző és együttes dolgozott a színházakban, s a bábszínházakban (így a Herdina László vezette Progresiv TM, a Müller Ferenc vezette Unisono TM Temesvárt, a Metropol Nagyváradon, Csíky Csaba és Horváth Károly Sepsiszentgyörgyön, Sárosi Endre Marosvásárhelyen, továbbá Fornwald László, Boross Lajos, Dankó János és mások; ezen együttműködések gyümölcsei műfajukat illetően betétdalok, kísérőzenék vagy éppenséggel a musicalbe vágó kompozíciók.

### 1985–1989 közt
Miután a könnyűzene elveszítette legerősebb támogatóját, a Román Televízió magyar nyelvű adásának szerkesztőségét, és ugyanakkor a kolozsvári és a marosvásárhelyi rádióstúdió is megszűnt (1985), megnőtt a színházak és bábszínházak magyar tagozatainak ez irányú szerepe. Marosvásárhelyen, Csíkszeredában, Gyergyószentmiklóson tartottak még helyi jellegű és jelentőségű rock-hangversenyeket, ahol a Reflex, a Rol, a Cosmic és mások előadásában magyar számok is elhangzottak. A nagyváradi Magnetonnak Jó fiú leszek címmel jelent meg magyar hanglemeze (1986).

## Zenekritikusok
A könnyűzene kritikusai többnyire művelői közül kerülnek ki (Boros Zoltán, Dancs Árpád, Horváth Károly). Elsősorban az Ifjúmunkás volt a fórumuk, ahol 1986-tól, külső munkatársként az akkor egyetemi hallgató Mihály István jegyezte a "PocksaRock" rovatot. A diktatúra éveiben az anyanyelven ápolt könnyűzene szórakoztató szerepén túl a nemzetiség kulturális fennmaradásának egyik jelentékeny tényezője volt, s változatosságával 1989 után is megtartotta népszerűségét. Jellemzi ezt az a tény, hogy az újjáalakult bukaresti magyar TV-adások főszerkesztője Boros Zoltán lett, aki azelőtt a legtöbb könnyűzene-felvételt készítette. A kolozsvári magyar adások komolyzenei szerkesztője Benkő Judit lett, a rock-csoportot Zilahi Csaba vezette.